# 145593 Xantus
145593 Xantus este o planetă minoră (asteroid) din centura de asteroizi. A fost descoperită pe 18 august 2006 la Piszkéstetői Obszervatórium⁠(d) de Krisztián Sárneczky⁠(d) și a fost numită după Xántus János⁠(d). 
Obiectul prezintă o orbită caracterizată de o semiaxă mare de 2,8767587263475 UAi, o excentricitate de 0,07, o înclinație de 9,1 ° în raport cu ecliptica.